# アルドブランディーニの聖母
『アルドブランディーニの聖母』（アルドブランディーニのせいぼ、（伊: Madonna Aldobrandini、英: Aldobrandini Madonna））は、盛期ルネサンスの画家ラファエロ・サンティが描いた絵画。板に油彩で描かれた板絵で、ラファエロが多く描いた、聖母マリア、幼児キリスト、幼児洗礼者聖ヨハネの三人をモチーフとした作品の一つである。ラファエロのキャリアにおけるローマ時代といわれる時期の初めごろに描かれた作品で、色使い、自然物の取り入れ、画面構成手法など、それまでのウルビーノ時代、フィレンツェ時代と呼ばれる時期の作品とは異なった、ラファエロの後期作品の典型ともいえる作風で描かれた作品となっている。
『アルドブランディーニの聖母』は数世紀にわたってローマの貴族アルドブランディーニ家が所蔵しており、1865年からはロンドンのナショナル・ギャラリーに所蔵されている。ナショナル・ギャラリーに売却される以前は50年にわたってガルヴァ男爵家が所蔵していたこともあって、『ガルヴァの聖母』と呼ばれることもある。

## 構成と評価
『アルドブランディーニの聖母』は、ローマ時代のラファエロが何点か描いた比較的小規模な聖母子像の一つであり、おそらくローマ教皇やその関係者からの依頼で手がけていた多くの絵画制作の合間を縫うようにして描いたものと考えられている。当時のラファエロとその工房は、ヴァチカン宮殿の4部屋からなるラファエロの間の制作をローマ教皇ユリウス2世から命じられており、最初の部屋「署名の間」のフレスコ壁画制作に忙殺されていた。
『アルドブランディーニの聖母』や、その他の聖母子の作品のためにラファエロが1509年から1511年に描いた下絵が、通称「ピンクのスケッチブック」に見ることが出来る。ラファエロが三角形の構図で聖母子を描いた絵画は何点か存在するが、この『アルドブランディーニの聖母』もそのような構図で描かれた作品の一つである。
屋内の情景を表現した作品で、背景には窓越しにローマの風景が描かれている。二枚の窓の間には暗色の装飾柱が立っており、明るい色調で描かれた長椅子に座る聖母マリア、マリアに抱かれる幼児キリスト、キリストに花を渡す幼児洗礼者聖ヨハネの三人を浮かび上がらせている。その優雅さ、美しさ、そして絵画技法で高く評価されている作品である。三名の頭上に目立たないように描かれた円光のみが、この作品における超自然物として表現されている。また、マリアの膝部分の衣服、脚の表現が不自然ではないかという意見もある。

### 幼児キリストと幼児洗礼者聖ヨハネとの関係性
ラファエロはこの作品で幼児キリストと幼児洗礼者聖ヨハネとに、成人してからの関係性をうかがわせる格別の親近感を持たせて描いている。この『アルドブランディーニの聖母』をはじめ、ラファエロが聖母子とともに幼いヨハネを描くときには皮製の衣装を身にまとわせることが多く、これは『マルコによる福音書』1.6の「このヨハネは、らくだの毛ごろもを身にまとい、腰に皮の帯をしめ、いなごと野蜜とを食物としていた」という記述によるものである。愛らしいポーズでマリアの膝に抱かれるキリストは、将来の受難を象徴するカーネーションをヨハネから手渡されている。

### フィレンツェ時代の作品との相違点
ラファエロがローマ時代初期に描いた聖母子をモチーフとした作品は、ウルビーノ時代やフィレンツェ時代の作品と比較すると、衣服やポーズの表現が親しみやすく砕けたものになっている一方で、作品構成はより複雑なものとなっている。ヴァチカン宮殿ラファエロの間のフレスコ壁画『アテナイの学堂』に見られるような、宝石を思わせる寒色系顔料の多用が 陶磁器のような鮮やかさを画面に与えている。
ラファエロがフィレンツェ時代に当時のウルビーノ絵画の様式である厳格な神聖表現の影響のもとで描いた『アンシデイの聖母』（1505年、ナショナル・ギャラリー（ロンドン）所蔵）と『アルドブランディーニの聖母』では、その構成や雰囲気などが好対照といえる。『アルドブランディーニの聖母』のマリアはより実在の母親らしく描かれ、頭上の円光以外に聖性をあらわすものは見られない。キリストもヨハネもあどけない幼児で、ごくありふれた普通の部屋を背景として描かれている。さらにこの『アルドブランディーニの聖母』は、『アルバの聖母』（1510年、ナショナル・ギャラリー・オブ・アート（ワシントン D.C.）所蔵）に見られるような、ラファエロのローマ時代の特徴といえる深い自然主義へと向かう過渡期の作品としても重要な絵画となっている。
フィレンツェ時代の作品と比べると、ラファエロがローマ時代に描いた聖母マリアは、より豊麗で堂々とした容姿で表現されている。これは痩せた女性が好まれていたウルビーノとローマとでは美人の基準が異なっていたことと、ラファエロ自身の女性の好みが変わっていったことによる。ラファエロは弟子たちに「あるがままの姿で描くのではなく、あるべき姿で描くことが重要だ」と教えていた。
ローマ時代におけるラファエロの画家としての成長に、もっとも大きな影響を与えたのはラファエロよりも7歳年長の芸術家ミケランジェロだった。また、『アルドブランディーニの聖母』の絵画構成は、二枚の窓越しに見える風景を背景とした聖母子やマリアの服装などにレオナルド・ダ・ヴィンチの『リッタの聖母』（1490年ごろ、エルミタージュ美術館）を髣髴とさせる要素が見られる。

### ほとんど完璧な技術
画家、美術史家でナショナル・ギャラリーの学芸員だったラルフ・ニコルソン・ウォーナムは『アルドブランディーニの聖母』をラファエロの絵画の中でもほとんど完璧で「絵画における完璧の基準を引き上げた作品である」と評価している。ラファエロは他者の作品の構成要素と自身の創案とを融合させる高い技術を有し、驚くべき優れた作品を生み出した。作品の仕上がりだけであればラファエロを上回る画家も存在するかもしれない。しかしながら、卓越したデザイン力、革新性、構成力、表現力など、ラファエロにはその他にも多彩な優れた能力を有していた。

### 聖母子と洗礼者聖ヨハネをモチーフとしたラファエロの絵画
ラファエロには、聖母子と洗礼者聖ヨハネの三名を描いた作品が複数存在する。
- 『アンシデイの聖母』（1505年、ナショナル・ギャラリー（ロンドン）所蔵）、聖母子とともに、洗礼者聖ヨハネが大人の姿で描かれた珍しい作品。
- 『美しき女庭師』（1507年、ルーヴル美術館（パリ）所蔵[14]）
- 『アルバの聖母』（1511年、ナショナル・ギャラリー・オブ・アート（ワシントン D.C.）所蔵[15]）
- 『青い冠の聖母』（1512年 - 1518年頃、ルーヴル美術館（パリ）所蔵）、弟子のジャンフランチェスコ・ペンニとの合作といわれる[16]。
- 『インパナータの聖母』（1513年 - 1514年、ピッティ宮殿パラティーナ美術館（フィレンツェ）所蔵）
- 『小椅子の聖母』（1513年 - 1514年、ピッティ宮殿パラティーナ美術館（フィレンツェ）所蔵）
- 『垂幕の聖母』（1514年、アルテ・ピナコテーク（ミュンヘン）所蔵）
- 『薔薇の聖母』（1518年 - 1520年、プラド美術館（マドリード）所蔵）、ラファエロの弟子ジュリオ・ロマーノの作という説もある。

## 来歴
『アルドブランディーニの聖母』は、16世紀にローマのヴィッラ・ボルゲーゼに住んでいたアルドブランディーニ家が所蔵していた。ラファエロはほかにもアルドブランディーニ家の所蔵となった聖母マリアを描いており、フェラーラ公女ルクレツィア・デステが1592年に所有していたという記録が残る『聖母子と洗礼者聖ヨハネ』という絵画も、もともとはアルドブランディーニ家所蔵の作品である。現在ナショナル・ギャラリーが所蔵する『アルドブランディーニの聖母』の記録ではないかと考えられているのは、ジャコモ・マニッリが1650年に書いたヴィッラ・ボルゲーゼの案内書「聖母とキリスト、そして聖ヨハネ、･･････ラファエロ作 (Vergine, con Christo, e San Giouannino, ... di Raffaelle)」という作品名で記載されている絵画の記録である。1780年代にドイツ人美術史家フリードリヒ・ヴィルヘルム・バシリウス・フォン・ラムドーアが、この絵画は今でもアルドブランディーニ家の邸宅に保管されていると記している。その後、1823年にはセルー・ド・アジャンクールが下絵や写真とともに、アルドブランディーニ家の邸宅が保管する絵画作品を発表した。このときの公表記録の欄外には「ラファエロの中期における最重要の小作品といえる。構成が非常に優れている。キリストは優美で、聖ヨハネは伝承のままだ。ただ、聖母の頭部のみが他と比較すると美しさにやや欠ける。デザインは極めて繊細。色使いからラファエロが当時多くのフレスコ画を手がけていたことが分かる。保存状態もほぼ問題ない」と書かれている。そしてこのアジャンクールの公表結果は、後にナショナル・ギャラリーが内容について検証を開始することになった。
アジャンクールが発表した内容とは異なり、現在ナショナル・ギャラリーが所蔵する『アルドブランディーニの聖母』は、画家でもあった美術商アレクサンダー・デイが1800年ごろにローマからイングランドへともたらした作品である。その後、1818年に初代ガーヴァー男爵ジョージ・カニングがデイから購入した。カニングは1840年に死去し、1865年にカニングの未亡人と遺産相続人が『アルドブランディーニの聖母』を9,000ポンドでナショナル・ギャラリーに売却し、それ以来『アルドブランディーニの聖母』はナショナル・ギャラリーのコレクションとなっている。